# Gerd Josef Weisensee
Gerd Josef Weisensee (* 19. November 1942 in Paderborn) ist ein Schweizer Unternehmer und Journalist, der insbesondere für die Gründung und langjährige Geschäftsführung des Vereins Pro Life bekannt geworden ist. Der Verein bietet seinen Mitgliedern eine Krankenversicherungslösung, die die Finanzierung von Abtreibungen und die ärztlich kontrollierte Abgabe von Heroin ablehnt.

## Leben
Weisensee besuchte in Bocholt die Volksschule und später den mathematisch-naturwissenschaftlichen Zweig am St.-Georg-Gymnasium, das er im Februar 1964 im Alter von 21 Jahren mit dem Abitur abschloss. Während seiner Gymnasialzeit war er in der katholischen Jugendbewegung aktiv. Im Sommer 1964 immatrikulierte er sich an der Rechts- und Wirtschaftswissenschaftlichen Fakultät der Universität Bern. Im Jahr 1966 absolvierte er während eines Auslandsaufenthalts in Michigan (USA) ein Praktikum bei der Inter City Bank (Inc), daran schloss sich ein weiteres Praktikum bei der Tong Shing Chemical Products Co. Ltd. in Seoul (Korea) an. Im Wintersemester 1970/71 erwarb er das Berner Lizentiat in volkswirtschaftlicher Richtung mit dem Prädikat «Magna cum laude». Ab 1971 war Weisensee viele Jahre für IBM in Bern tätig. Er wurde 1978 an der Universität Freiburg (Schweiz) mit einer Dissertation über das Bankkreditkartengeschäft promoviert.
Gerd Weisensee gründete 1989 zusammen mit seiner Ehefrau Almut Weisensee-Wagner den Verein Pro Life. Der Verein bietet als Versicherungsagent Krankenversicherungen an, in die nur Versicherte aufgenommen werden, die dem Verein als Mitglied beitreten und dabei ausdrücklich darauf verzichten, Abtreibungen vornehmen zu lassen oder andere dazu zu drängen.
Gerd Weisensee gehört dem Vorstand des Dachverbands Drogenabstinenz Schweiz an.

## Veröffentlichungen
Weisensee hat zunächst verschiedene wissenschaftliche Schriften zu Kreditkarten und Banken veröffentlicht. Später, nach der Gründung von Pro Life, folgten zahlreiche religiöse und journalistische Schriften, u. a. als Redakteur des Schweizerischen Katholischen Sonntagsblattes (SKS), als Herausgeber der vierteljährlich erscheinenden Mitgliederzeitschrift des Vereins Pro Life und als Autor mehrerer Bücher im Verlag Theresia AG, der sich insbesondere hagiographischen Texten und der Verehrung der Philomena widmet.

### Wissenschaftliche Schriften
- Die Entwicklung des bargeldlosen Zahlungsverkehrs und des Konsumentenkredites in den USA und Europa. Gottlieb Duttweiler-Institut f. wirtschaftliche u. soziale Studien, Rüschlikon-Zürich 1969.
- Die Kreditkarte – ein amerikanisches Phänomen. Mit einer Darlegung der deutschen, schweizerischen und österreichischen Verhältnisse. Haupt, Bern 1970.
- Zusammen mit Bernd Stauder: Das Kreditkartengeschäft. Knapp, Frankfurt am Main 1970.
- Das Bankkreditkartengeschäft. Dissertation an der Universität Freiburg in der Schweiz, 1978.
- Kreditinformations- und Expertensysteme im Kommerzgeschäft der Banken (= Berner betriebswirtschaftliche Schriften). P. Haupt, Bern 1990, ISBN 3-258-04176-8.

### Religiöse Schriften
- Rio oder Rom. Theresia-Verlag, Gersau 1992, ISBN 3-908542-21-9.
- Wann ward uns Jesus geboren? Theresia-Verlag, Gersau 1992, ISBN 3-908542-30-8.
- Gerd Josef Weisensee (Hrsg.): Gebete und Novene zur Hl. Philomena, Jungfrau und Blutzeugin. Theresia-Verlag, Seewen 1994, ISBN 3-908542-01-4.
- Gerd Josef Weisensee (Hrsg.): Das Wunder von Loreto. Die wunderbare Übertragung des heiligen Hauses nach Loreto. 3. verb. und erw. Auflage. Theresia-Verlag, Lauerz 1998, ISBN 3-908542-29-4.
- Das Kleid vom Himmel. Eine Einführung in die Wissenschaft des Skapuliertragens – unter besonderer Berücksichtigung des fünffachen Skapulieres und der dazugehörenden fünf Skapulierbruderschaften. Theresia-Verlag, Lauerz 2000, ISBN 3-908542-96-0.